# Ісмет Атли
Ісмет Атли (тур. İsmet Atlı; нар. 1931, Козан, провінція Адана — 4 квітня 2017, Адана, провінція Адана) — турецький борець вільного та греко-римського стилів, срібний та бронзовий призер чемпіонатів світу, чемпіон Середземноморських ігор, чемпіон Олімпійських ігор у змаганнях з вільної боротьби, бронзовий призер чемпіонату світу з греко-римської боротьби.

## Життєпис
У 1942 році Ісмет Атли зайнявся боротьбою в маслі, національним видом спорту Туреччини, але познайомився з класичними стилями боротьби у 1950 році, коли він розпочав обов'язкову військову службу в турецькій армії. Його тренерами були Неджаті Токбудак, Нурі Бойторун, Яшар Догу, Челал Атік. Невдовзі його талант був помічений, і Атли вперше взяв участь у міжнародних змаганнях на Середземноморських іграх 1951 року та був у національній збірній Туреччини до свого відходу зі спорту у 1962 році. Змагаючись в обох стилях класичної боротьби, як і багато інших найкращих борців тієї епохи, Атли був більш успішним у вільній боротьбі, вигравши олімпійське золото в напівважкій вазі в 1960 році, срібло в середній вазі на чемпіонаті світу 1954 року, бронзу в напівважкій вазі на чемпіонаті світу 1957 року і золото в середній вазі на чемпіонаті світу 1956 року. Окрім цих медалей, Атли також був четвертим у вільній середній вазі на Олімпійських іграх 1956 року та знову четвертим у вільній напівважкій вазі на чемпіонаті світу 1962 року. У греко-римській боротьбі Атлі виграв свою єдину медаль, бронзу в напівважкій вазі, на Чемпіонаті світу 1962 року, фінішувавши четвертим на чемпіонаті світу 1953 року та п'ятим на Олімпіаді 1952 року та чемпіонаті світу 1955 року, усі у середній вазі. Після завершення спортивної кар'єри Атлі працював тренером з боротьби в рідному Козані, а також мав власну колонку в місцевій газеті, де писав про щоденні політичні, культурні та спортивні теми. Він обіймав також такі важливі посади, як президент Турецької федерації боротьби.
Досягнення чемпіона світу та Олімпійських ігор Ісмета Атли були оцінені на найвищому рівні держави, і він був нагороджений «Медаллю гордості держави» 9-м президентом Сулейманом Демірелєм у 1999 році. У його рідному місті Адані проходили змагання його імені. Помер 4 квітня 2014 року. Його могила знаходиться на кладовищі села Токлулар в районі Козан провінції Адана.

## Спортивні результати на міжнародних змаганнях

### Виступи на Олімпіадах
| Змагання                    | Збірна    | Вагова категорія                 | Місце  |
| --------------------------- | --------- | -------------------------------- | ------ |
| Літні Олімпійські ігри 1952 | Туреччина | греко-римська боротьба, до 87 кг | 5      |
| Літні Олімпійські ігри 1956 | Туреччина | вільна боротьба, до 79 кг        | 4      |
| Літні Олімпійські ігри 1960 | Туреччина | вільна боротьба, до 87 кг        | Золото |

### Виступи на Чемпіонатах світу
| Змагання                        | Збірна    | Вагова категорія                 | Місце  |
| ------------------------------- | --------- | -------------------------------- | ------ |
| Чемпіонат світу з боротьби 1953 | Туреччина | греко-римська боротьба, до 79 кг | 4      |
| Чемпіонат світу з боротьби 1954 | Туреччина | вільна боротьба, до 79 кг        | Срібло |
| Чемпіонат світу з боротьби 1955 | Туреччина | греко-римська боротьба, до 79 кг | 5      |
| Чемпіонат світу з боротьби 1957 | Туреччина | вільна боротьба, до 87 кг        | Бронза |
| Чемпіонат світу з боротьби 1962 | Туреччина | вільна боротьба, до 97 кг        | 4      |
| Чемпіонат світу з боротьби 1962 | Туреччина | греко-римська боротьба, до 97 кг | Бронза |

### Виступи на Середземноморських іграх
| Змагання                    | Збірна    | Вагова категорія          | Місце  |
| --------------------------- | --------- | ------------------------- | ------ |
| Середземноморські ігри 1951 | Туреччина | вільна боротьба, до 87 кг | Золото |